# Gilera GFR 250
La Gilera GFR (Gilera Formula Racing) è una motocicletta da competizione della Gilera che ha debuttato nella classe 250 del motomondiale nel 1992 col nome di 250 GP nel ritorno della casa alle corse.

## Storia
Se ne era parlato da tempo, e il 21 febbraio 1991 era arrivato l'annuncio: "Il ritorno della Gilera al Mondiale di velocità è il fiore all'occhiello del Gruppo Piaggio. È stato deciso per confermare il ruolo di questo Marchio tra i leader mondiali per offrire alla produzione di serie i positivi riflessi delle corse, banco di prova estremo. Tra le varie classi è stata scelta la 250 perché attualmente è la più competitiva. L'obiettivo è scendere in pista con test privati entro il 1991, partecipare a qualche GP nel '92, essere vincenti nel '93. Con un budget di 7 miliardi di lire per il '91."
Al vertice della piramide c'era l'ingegner Masut direttore Pianificazione progetti, ex direttore tecnico Gilera, con l'ing. Federico Martini, ex Bimota e Ducati. La base era stata fissata nel nuovo Reparto Corse di Velate, a pochi km da Arcore, dotato di sofisticate apparecchiature computerizzate come il CAD per la progettazione e i disegni dei vari particolari.
Le somme messe a disposizione erano molto elevate, sia dal punto di vista della creazione, produzione e sviluppo, con l'utilizzo di tecnici, macchinari e materiali all'avanguardia, sia dal punto di vista degli ingaggi dei piloti e del team.
Il motore della 250 era un bicilindrico a V di 75° con contralbero di bilanciamento, ammissione lamellare a 6 petali, valvole parzializzatrici allo scarico controllate dalla centralina dell'accensione elettronica CDI digitale. La V di 75° permetteva un albero a gomiti leggerissimo, con 3 (poi portati a 4 dal '93) supporti di banco su cuscinetti a sfere in ceramica. La potenza massima era la più elevata della classe: oltre 86,5 CV a 12.750 giri/minuto nel '92, oltre 94 CV a 12.800 giri/minuto nel '93.
I carburatori erano Dell'Orto da 40mm a valvola piatta, i cilindri avevano 7 luci di aspirazione e 3 di scarico, il peso del motore era di 23 kg. L'alberino di bilanciamento era in titanio, la frizione era in titanio e alluminio (multidisco a secco), le bielle, l'albero motore e il cambio (estraibile a 6 rapporti) in acciaio rifuso sotto vuoto.
Il telaio in lega d'alluminio pesava 10 kg, con possibilità di regolare la posizione del fulcro del forcellone. L'impianto frenante aveva all'anteriore due dischi, uno in acciaio da 290mm e uno in fibra di carbonio da 272mm, al posteriore in ghisa da 190mm.
Le sospensioni prevedevano anteriormente una forcella Kayaba regolabile in compressione, estensione e precarico molla (con molle in titanio), posteriormente una progressiva Power-drive con ammortizzatore Kayaba regolabile in compressione ed estensione (molla in titanio). I cerchi erano della Marchesini in lega di magnesio, all'anteriore da 3,50x17", al posteriore da 5,25x17". Le carenature erano in kevlar-fibra di carbonio e il peso a secco era di 95 kg.
Nel 1993 il motore venne affinato dal tecnico austriaco Harald Bartol, che progettò un motore boxer a cilindri verticali opposti da 95 cv ed iniezione elettronica per eliminare i problemi di alimentazione che avevano afflitto il motore durante tutto il campionato contribuendo ai numerosi ritiri.
Per il 1993 la Gilera aveva ingaggiato Alessandro Gramigni, campione del mondo uscente della classe 125 con l'Aprilia ma, nonostante le prestazioni fossero in linea con le concorrenti (e spesso superiori, come la potenza del motore, l'accelerazione e la velocità di punta), e nonostante i grossi investimenti, la stagione 1993 si rivelò un calvario a causa della non sufficiente affidabilità (soprattutto riguardante l'alimentazione), dovuta probabilmente a messa a punto e collaudo a medio/lungo termine troppo veloci. Emblematico il ritiro dopo il giro di ricognizione di Casoli e Gramigni in Malesia. Un infortunio di Casoli penalizzò ulteriormente la stagione del team di Velate, anche se l'arrivo di Bartol portò a un miglioramento tecnico che consentì a Casoli e Gramigni di conquistare i primi punti a metà campionato. I problemi logistici e tecnici però continuarono, e ad aggravare la situazione giunse un incidente stradale che coinvolse un gruppo di meccanici diretti verso Brno per il Gran Premio della Repubblica Ceca. Due rimasero uccisi e il team disertò l'evento in segno di lutto. Poche settimane più tardi il team annunciò il ritiro dal Campionato, un triste prodromo alla chiusura della storica fabbrica di Arcore.
In replica a questo modello venne prodotta una moto stradale di serie, la Gilera GFR 125.
I piloti che guidarono tale moto sono stati:
| Anno | 1° pilota           | 2° pilota            |
| ---- | ------------------- | -------------------- |
| 1992 | Carlos Lavado       | Jean-Philippe Ruggia |
| 1993 | Alessandro Gramigni | Paolo Casoli         |